# لاك او سابل (كيبك)
لاك أو سابل (بالإنجليزية: Lac-aux-Sables, Quebec)‏ هي بلدية محلية في كيبيك تقع في كندا في Mékinac Regional County Municipality. يقدر عدد سكانها بـ 1,373 نسمة ومساحتها 286.20 كم2 .